# Ulrike Ottinger
Ulrike Ottinger (ur. 6 czerwca 1942 w Konstancji) – niemiecka reżyserka, dokumentalistka i fotografka. 

## Życiorys

### Początki
Już w bardzo młodym wieku otworzyła w rodzinnym mieście swoje własne studio. Od 1951 roku studiowała w Akademii Sztuk Pięknych (niem. Akademie der Bildenden Künste München) w Monachium jako wolny słuchacz. W 1961 roku przeniosła się do Paryża, gdzie pracowała jako twórczyni niezależna, studiując jednocześnie akwarelę w studio Johnny'ego Friedlaendera (1962–1968). Uczęszczała na wykłady z historii sztuki, religioznawstwa i etnologii na Sorbonie u Claude'a Lévi-Straussa, Louisa Althussera i Pierre'a Bourdieu. Wystawiała swoje prace, m.in. w Salon de la Jeune Peinture.

### Kariera filmowa
W 1966 roku napisała swój pierwszy scenariusz filmowy zatytułowany "Die Mongolische Doppelschublade”. W 1969 wróciła do Niemiec Wschodnich i we współpracy z Seminarium Filmowym z Uniwersytetu w Konstancji, otworzyła klub filmowy „Visuel”, którego była dyrektorką do 1972 roku. Stała również na czele galerii i powiązanej „galerioprasy”, gdzie edytowano prace współczesnych artystów.
W tym okresie spotkała Tabeę Blumenschein i Magdalenę Montezumę, które wkrótce stały się jej filmowymi muzami. To właśnie z Tabeą Blumenschein zrealizowała w latach 1972–1973 swój pierwszy film „Lacoon i synowie”, który swoją premierę miał w berlińskim kinie Arsenal. W 1973 roku przeniosła się do Berlina, gdzie sporządziła dokumentację filmową z happeningu Berlinfever – Wolfa Vostella. Po zrealizowaniu filmu „Uwiedzenie niebieskich marynarzy” (1975), z Valeską Gert, przyszła pora na Madame X – Absolutną Władczynię (1977), koprodukcję z siecią telewizyjną ZDF. Film stał się sensacją i pchnął karierę Ottinger na nowe tory. Film ten przyniósł Ottinger sławę, otwierając surrealistyczny etap w jej karierze, gdzie wątki przełamywania barier kulturowych i konwencji zaczynają dominować. Z powyższych względów jej filmy interpretowane są jako feministyczne. 

### Berlińska trylogia i rozkwit kariery
Jej berlińska trylogia zaczęła się od „Biletu bez powrotu”, kontynuowana była we „Freak Orlando”, a skończyła się na „Dorianie Greyu w lustrze prasy brukowej”. W tym ostatnim filmie czerpała mocno ze stylistyki punkowej wykorzystując kicz oraz przesadę. Tworząc swoje filmy współpracowała z aktorką Delphine Seyrig, a także z ikonami niemieckiego pop-undergroundu Magdaleną Montezumą, Veruschką von Lehndorff, Eddiem Constantinem, Niną Hagen i Kurtem Raabem, a także z kompozytorem Peerem Rabenem. 
Podróż do Azji zainspirowała jej kolejne filmy, ujawniając jej głębokie zainteresowanie kulturą wschodu. Pierwszym był dokumentalny: "Chiny. Sztuka – codzienność". Zapoczątkował on serię długich filmów dokumentalnych nakręconych przez Ottinger podczas podróży po Azji. W jej trakcie nakręciła również film fabularny: "Mongolska Joanna d'Arc" (Mongolia, 1989). Trzy lata później przygotowała ponad ośmiogodzinny film dokumentalny „Tajga”. Specyficzne etnograficzne spojrzenie można dostrzec również w filmie „Countdown”, w którym opowiedziane na taśmie filmowej zostały zmiany zachodzące w Berlinie po upadku Muru Berlińskiego. W 1997 roku znów wróciła do Azji, by nakręcić dokument „Exile Shanghai”. Kolejne jej filmy zainspirowane były podróżą do Europy Wschodniej, gdzie nakręciła Pasaż południowo-wschodnio-zachodni (2002) oraz Dwanaście krzeseł (2004). 

### Recepcja i nagrody
Jej filmy wyświetlane były na wielu festiwalach filmowych na świecie oraz licznych retrospektywach, włączając te odbywające się w Cinémathèque française w Paryżu oraz w Muzeum Sztuki Nowoczesnej w Nowym Jorku. 
Ottinger zdobyła szereg nagród za działalność filmową, włączając w to Audience Jury Prize w Montrealu i Bundesfilmpreis (Visual Design) za film Mongolska Joanna d'Arc (1989), a także Nagrodę Niemieckich Krytyków Filmowych za film dokumentalny “Chiny. Sztuka – codzienność” (1986) i Prater (2008). 
Jej twórczość jest mocno interdyscyplinarna. Oprócz fotografii, na jej wystawy często składają się także instalacje zawierające różnorodne obiekty artystyczne korespondujące z wystawionymi fotografiami, które korespondują z kolei z tworzonymi przez nią filmami. Filmy tworzone przez Ottinger są w pełni autorskie, Ottinger zajmuje się często zarówno pisaniem scenariuszy, reżyserowaniem, produkcją jak i innymi aspektami. Często w swojej twórczości opiera się na skojarzeniach raczej niż na narracji linearnej, przywodząc na myśl technikę kolażu, która pozwala na: „płynności ról kulturowych i płciowych, homoseksualizm, przynależności/wykluczenie w obrębie struktur społecznych”. 

### Inna działalność
Ottinger pracowała również jako reżyserka teatralna oraz operowa. Wśród jej produkcji można wymienić „Pożegnanie” wystawione w 2000 roku w Berliner Ensemble, na podstawie powieści Elfriede Jelinek. Jej pracy filmowej towarzyszyła również praca fotograficzna, pozwalająca podkreślić jej osobisty punkt widzenia świata. Jej prace fotograficzne brały udział w wielu prestiżowych wystawach, m.in. Biennale w Wenecji (1980), Documenta X (1997) i XI (2002) oraz III Berlin Biennale (2004) i innych. Miała także swoje własne wystawy, m.in. w Witte-de-With Museum w Rotterdamie, Muzeum Narodowe Centrum Sztuki Królowej Zofii w Madrycie, Kunst-Werke Berlin, i w David Zwirner Gallery w Nowym Jorku. W 2005 roku opublikowała książkę "Bildarchive", będącą zbiorem wyselekcjonowanych fotografii z lat 1975–2005.
Ulrike Ottinger jest profesorem w European Graduate School in Saas-Fee, w Szwajcarii, gdzie prowadzi Intensive Summer Seminar.
W Polsce prace Ulrike Ottinger można było obejrzeć podczas retrospektywy filmowej w KINO.LAB w grudniu 2008 oraz w styczniu 2009, której towarzyszyła wystawa składająca się z ponad stu różnorodnych eksponatów. Ottinger również gościem specjalnym 5. Międzynarodowy Festiwal Filmu Filozoficznego Kinematograf Filozoficzny Wschód-Zachód, który odbył się w grudniu 2010 roku w Krakowie.

## Filmografia
- 2009 – The Korean Wedding Chest
- 2007 – Prater
- 2004 – Dwanaście Krzeseł (Twelve Chairs)
- 2002 – Südostpassage (Southeast Passage)
- 1997 – Exil Shanghai (Exile Shanghai)
- 1992 – Tajga
- 1990 – Countdown
- 1989 – Johanna D'Arc of Mongolia (Joan of Arc of Mongolia)
- 1986 – Siedem kobiet, siedem grzechów(Seven Women, Seven Sins)
- 1986 – China. Die Künste – der Alltag (China. The Arts – the People)
- 1984 – Dorian Gray im Spiegel der Boulevardpresse (Dorian Gray in the Mirror of the Yellow Press)
- 1981 – Freak Orlando
- 1979 – Bildnis Einer Trinkerin-Aller Jamais Retour (Ticket of No Return)
- 1978 – Madame X – Absolutna Władczyni(Madame X: An Absolute Ruler)
- 1975 – Die Betörung der blauen Matrosen (The Enchantment of the Blue Sailors)
- 1975 – Laokoon & Söhne (Laokoon & Sons)
- 1973 – Berlinfieber – Wolf Vostell (Berlinfever – Wolf Vostell)